# 馬魯日卡河
53°32′12″N 20°28′30″E / 53.5367°N 20.4749°E
馬魯日卡河是波蘭的河流，位於該國東北部，處於瓦爾米亞-馬祖里省，流經奧爾什丁縣，屬於維納河的左支流，河道全長45公里。